# Benoît Paire
Benoît Paire (pronunciación en francés: /bənwa pɛʁ/) (Aviñón, 8 de mayo de 1989) es un jugador profesional de tenis francés. Su mejor clasificación de ATP fue ubicarse en el puesto número 18 (en enero de 2016).
En 2010 alcanzó su primera final de torneo challenger en la ciudad rumana de Arad. El 5 de mayo de 2012 consigue llegar a su primera final de un torneo ATP (Torneo de Belgrado) en el cual cae ante Andreas Seppi por 3-6 y 2-6. En 2013 obtiene grandes resultados, como por ejemplo, llega a la final del Torneo de Montpellier donde cae ante su compatriota Richard Gasquet por 6-2 y 6-3, o en el Masters 1000 de Roma consigue llegar a las semifinales, donde cae ante Roger Federer en un partido disputado, y en donde consiguió eliminar, entre otros a Juan Martín del Potro. En 2014 (año que debía ser el de su consagración), sufre bastantes lesiones, teniéndose que operar de la rodilla tras retirarse de varios torneos, entre ellos Roland Garros entre lágrimas. Reapareció ya en 2015 fuera del Top 100, este año obtiene grandes éxitos, entre ellos su primer título ATP en el Torneo de Båstad, al vencer a Tommy Robredo por 7-6(7) y 6-3.
Paire es un jugador que destaca por su variedad de golpes, destacando su potente revés a dos manos y su dejada. Se desenvuelve bien en todas las superficies, aunque destaca en la tierra batida.
Es conocido por ser muy hábil para efectuar trickshots.

## Biografía
Nacido en Aviñón el 8 de mayo de 1989, comenzó a jugar tenis a los seis años con su padre que trabajaba en un club de minitenis cercano a su hogar. Su padre, Philippe, trabaja en SNCF (sistema ferroviario francés); su madre Eliane trabaja para el gobierno local de Vaucluse. Tiene un hermano, Thomas, que es entrenador de tenis. Su superficie favorita es la arcilla y su golpe favorito es el revés. Creció idolatrando a Marat Safin. Su hobby favorito es ver fútbol, es un gran fanático del Olympique de Marsella. Si no hubiese sido tenista, le habría encantado ser futbolista. Su mejor recuerdo tenístico fue el US Open 2010. Lo llaman "La Tige" ("el tallo") debido a su físico muy alto y delgado.

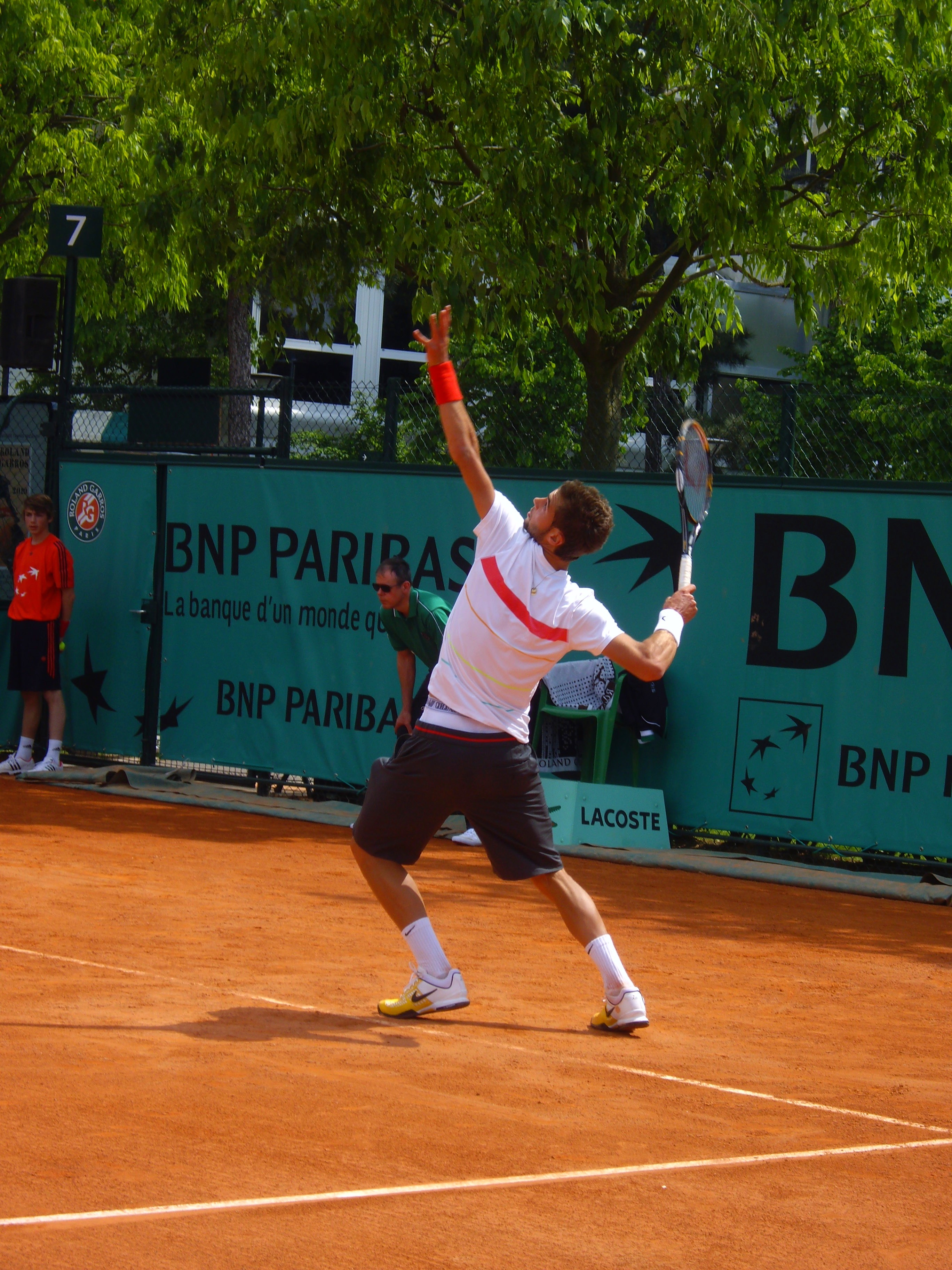
Paire jugando un partido de clasificación para Roland Garros 2010.

## Carrera ATP

### 2010
Captura 3 títulos Futures, mientras que llega a la final en otros 2.
Se clasificó para 3 eventos de nivel ATP World Tour, incluyendo torneos de Grand Slam, como en Roland Garros no pasando de la primera ronda (perdiendo ante Olivier Rochus) y el Abierto de Estados Unidos donde llega a la segunda ronda (venciendo a Rainer Schuettler en el tie-break del quinto set, y perdiendo ante Feliciano López también en 5 sets). 
Llegó a dos finales en torneos Challenger, en el Challenger de Arad, Rumanía (perdiendo ante David Guez) y el Challenger de San Sebastián, España (perdiendo ante Albert Ramos).

### 2011
El joven francés terminó Top 100 por primera vez con un récord de 37-21 y 2 títulos de Challengers. Ganó 5 partidos ATP World Tour durante el año. 
En la apertura, en el mes de enero, debutó con éxito en el Abierto de Australia (venciendo a Flavio Cipolla, perdiendo ante Ivan Ljubicic en 4 sets). El mes siguiente, se clasificó para el Torneo de Róterdam  (venciendo a Gilles Simon, perdiendo contra Ljubicic otra vez). 
En abril, llegó a la final del Challenger de Saint-Brieuc (perdiendo ante Maxime Teixeira) y 2 semanas más tarde clasificó para el Torneo de Barcelona (perdiendo ante Albert Montañés en segunda ronda), en mayo, se clasificó para el Torneo de Niza y para Roland Garros, perdiendo en primera ronda ambos y ambos también ante Victor Hanescu. 
Hizo su debut en Wimbledon y perdió ante el número 6 David Ferrer en primera ronda y regresó a la arcilla en julio, llegando a cuartos de final en 2 Challengers y avanzó a segunda ronda en el Torneo de Stuttgart (perdiendo ante Marcel Granollers), en los siguientes 2 meses en el circuito Challenger, alcanzó 3 semifinales (Challenger de San Marino, Challenger de Como y Challenger de Todi) y ganó su primer título en el Challenger de Brasov (vengándose de Maxime Teixeira). 
En noviembre, cerró con el título del Challenger de Salzburgo (derrotando a Grega Zemlja) y después irrumpió en el Top 100 por primera vez desde el número 112 al número 94. En torneos ATP, tuvo marcas de 3-4 en pista dura, 2-4 en arcilla y 0-2 en césped. Consiguió un récord personal de $ 216 513.

### 2012
El francés fue uno de los jugadores que más mejoró de la temporada, saltando desde el número 95 (con 5 triunfos) en años anteriores a la posición número 47 (con 26 triunfos) durante este año. 
En mayo, avanzó a su primera final ATP World Tour en el Torneo de Belgrado (perdiendo ante Andreas Seppi). También fue semifinalista en el Torneo de 's-Hertogenbosch (perdiendo ante David Ferrer) y cuartofinalista en el Torneo de Auckland (perdió con Olivier Rochus), en el Torneo de Casablanca (perdiendo ante Flavio Cipolla) y en el Torneo de Basilea (perdiendo ante Roger Federer). 
En Grand Slam, llegó a la tercera ronda en Wimbledon (perdiendo con Brian Baker), segunda ronda en Roland Garros (venciendo a Albert Ramos, perdiendo ante David Ferrer) y el Abierto de Estados Unidos (venciendo a Grigor Dimitrov, y perdiendo ante Philipp Kohlschreiber en la muerte súbita del quinto set) y perdiendo en primera ronda del Abierto de Australia (derrotado por Stanislas Wawrinka). 
Compilado registros de 12-10 en arcilla, 9-14 en el cemento y 5-2 en césped. Se fue de 0-5 contra rivales Top 10 y el triunfo ante el rival con mayor clasificación fue ante Alexandr Dolgopolov en segunda ronda de Wimbledon. Obtuvo un récord personal de $ 502 783.

### 2013
El francés se consagra en el Top 30, llegando a una final ATP World Tour y estableciendo su récord con 32 victorias a la clausura de la temporada.
Llegó a las semifinales en el Torneo de Chennai tras ganar en tres sets al número 15 del mundo Marin Čilić. Perdió con Roberto Bautista en dichas semifinales. En dobles se asoció con Stanislas Wawrinka y capturó su primer ATP World Tour de dobles ( derrotando a Begemann y Emmrich ). 

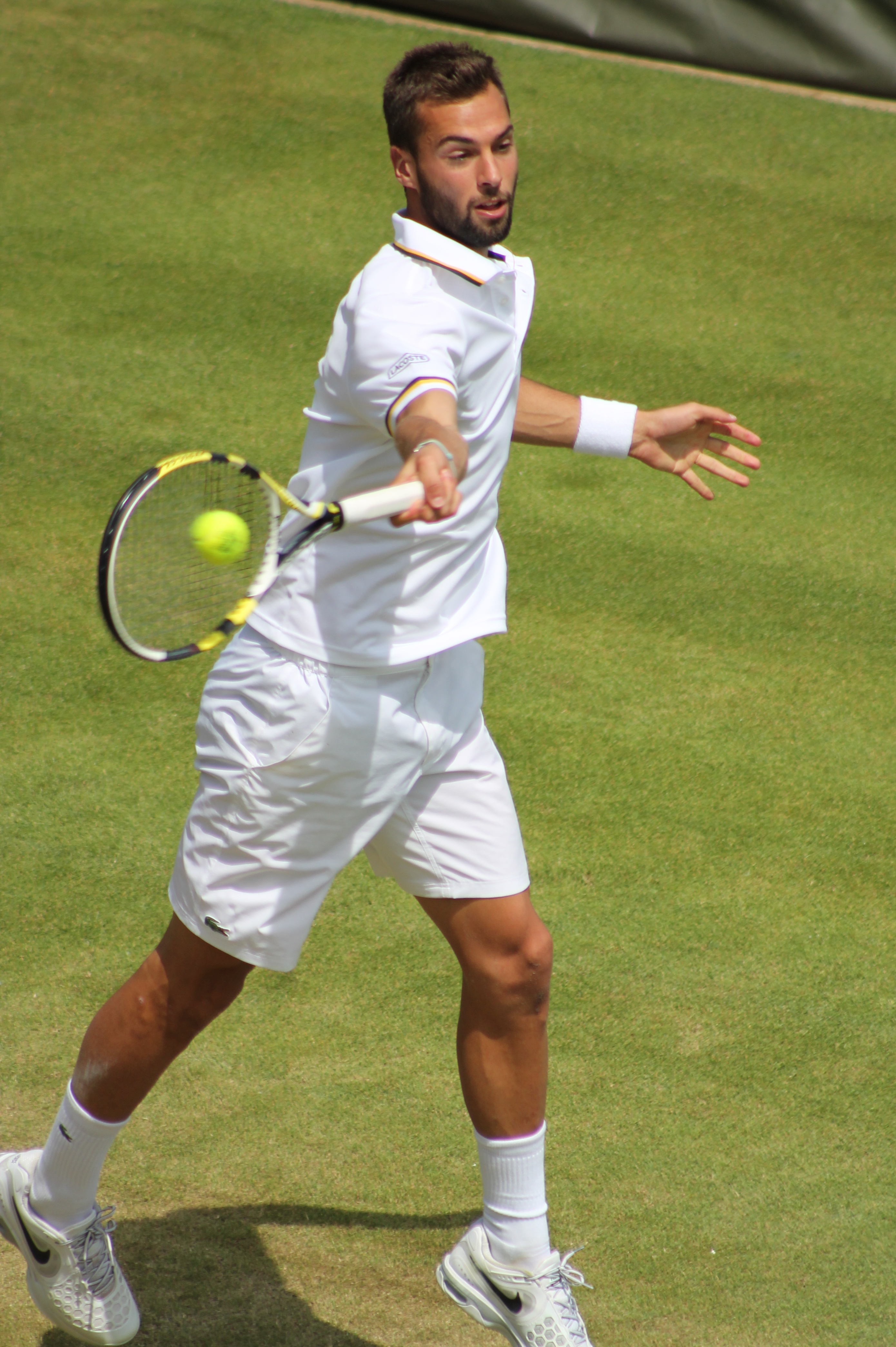
Benoit Paire en Wimbledon 2013.

El 6 de febrero, salvó un punto de partido frente a Steve Darcis en la segunda ronda del Torneo de Montpellier. Tras esto llegó a su segunda final (perdiendo ante Richard Gasquet) con lo que se quedó con un registro de 0-2 en finales ATP World Tour. En el Torneo de Róterdam en primera ronda, se retiró debido a una enfermedad contra Marcos Baghdatis en el tercer set. En marzo consigue su tercer título de Challenger, al ganar la final del Challenger de Le Gosier al ucraniano Sergiy Stajovski en tres sets, tras año y medio sin disputar ningún Challenger. 
En mayo batió al número 7 de la clasificación, Juan Martín del Potro, en cuartos de final del ATP World Tour Masters 1000 Roma, y antes consiguió vencer a Marcel Granollers en cuartos de final antes de caer ante el número 2 Roger Federer en sus primeras semifinales en un torneo ATP World Tour Masters 1000; subió 10 posiciones en la clasificación, al número 26, el 20 de mayo. Como número 24, perdió ante Kei Nishikori en tercera ronda de Roland Garros.
Se retiró debido a una lesión en la ingle en el partido ante Michael Llödra de primera ronda en el Torneo de 's - Hertogenbosch, posteriormente se retiró de dobles (hacía pareja con Paolo Lorenzi). El 29 de junio, cayó en tercera ronda de Wimbledon por segunda vez (también en 2012), perdiendo ante Lukasz Kubot. El 18 de julio, se retiró con una lesión del codo derecho en el Torneo de Hamburgo, en los cuartos de final, en la modalidad de dobles (hacía pareja con Thomaz Bellucci).
En agosto llegó a tercera ronda en el Masters de Montreal (venciendo al número 10 Stanislas Wawrinka, cayendo ante Marinko Matosevic). Es sorprendido y derrotado en primera ronda del Abierto de Estados Unidos por el ruso Alex Bogomolov Jr.
Cierra el año con unas semifinales en el Torneo de Estocolmo (perdiendo ante la joven promesa búlgara Grigor Dimitrov) y con una dolorosa derrota en el Masters de París en primera ronda ante el número 189 del mundo, Pierre-Hugues Herbert por un doble 6-2.
Registra marcas de 16-18 en pista dura, 13-9 en tierra batida y 3-3 en pasto. Obtiene una marca de 2-6 contra rivales Top 10.

### 2014
Paire comienza la temporada como número 26 de la clasificación.
Arranca el año en el Torneo de Chennai. En segunda ronda vence fácilmente al español Guillermo García-López por 6-1 y 6-4. Sin embargo, en cuartos de final cae ante el español Marcel Granollers tras estar 5-1 en el tercer set, desaprovechando un punto de partido, cayendo finalmente por un tanteo de 6-2, 3-6 y 6-7(5). Luego jugó el Torneo de Auckland. En primera ronda vence a Michal Przysiezny por 6-4 y 6-2. En segunda ronda cae derrotado ante el español Roberto Bautista por parciales de 3-6 y 4-6.
Llegó al primer Grand Slam del año, el Abierto de Australia 2014, como número 27 en la clasificación. En primera ronda derrotó al canadiense Frank Dancevic por 7-6(12), 6-3 y 6-4. En segunda ronda tuvo que remontar y exigirse al máximo para superar al local Nick Kyrgios por parciales de 6-7(5), 6-7(5), 6-4, 6-2, 6-2. En tercera ronda cayó de nuevo ante el español Roberto Bautista por un contundente 2-6, 1-6, 4-6.

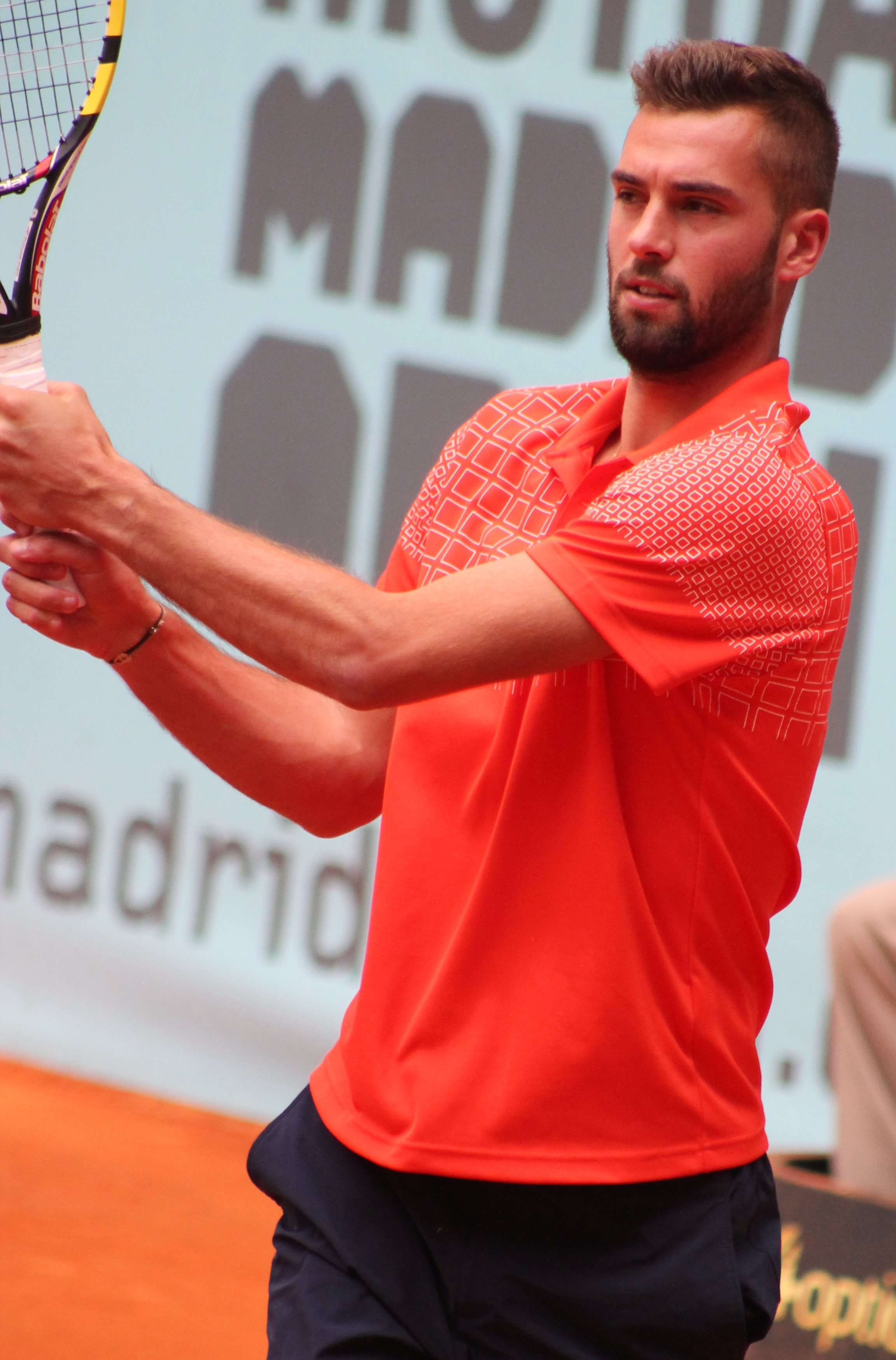
Paire en el Masters de Madrid 2014, donde tuvo que retirarse ante Gilles Simon.

Una lesión en dicho torneo en la rodilla, le alejó más dos meses de las pistas, perdiéndose entre otros los Masters de Indian Wells y Miami. Reapareció ya con el comienzo de la tierra batida, en el Torneo de Casablanca, donde logró una victoria en segunda ronda ante Albert Montañés por 6-4, 5-7 y 6-4. Sin embargo, cayó en cuartos de final ante Guillermo García-López por parciales de 5-7 y 6-7(4). Luego disputó el Masters de Montecarlo. Cayó en primera ronda ante Montañés por 5-7, 6-4, 2-6, vengándose este de su derrota la semana santerior en Casablanca ante Paire. De nuevo, jugó el Torneo Conde de Godó 2014 en Barcelona, pero cayó en la segunda ronda ante Andrey Golubev por 4-6, 1-5 y retirada de Paire, debido a nuevos problemas en su maltrecha rodilla, que también le hicieron retirarse tras los dos primeros juegos que perdió ante su compatriota Gilles Simon en el Masters de Madrid. El 17 de mayo se retiró de Niza, nuevamente, por lesión en la rodilla. Disputó Roland Garros y logró una gran victoria en primera ronda ante Alejandro Falla por 6-3, 6-4, 7-6(4). Sin embargo, cayó ante el español Bautista por 4-6, 6-7(4) y 2-6 en la segunda ronda.
El 16 de junio se retiró de Torneo de 's - Hertogenbosch en dobles (junto con Nicolas Mahut) por una lesión en la rodilla. En individuales había caído en primera ronda ante el israelí Dudi Sela. En Wimbledon, donde llegaba con problemas de rodilla, fue apedao en primera ronda por el checo Lukáš Rosol en cuatro sets.
Después disputó la gira de verano de tierra batida, con varios torneos, como Hamburgo, Stuttgart o Umag, aunque con pobres resultados, siendo el mejor una segunda ronda en el ATP 500 de Hamburgo. Estos resultados, hicieron más evidentes sus problemas en la rodilla, lo que le provocó bajar más allá del puesto 100 en la clasificación, tras cuatro años dentro de ella.
El 5 de agosto desperdició un punto de partido en el 5-4, 30/40, del segundo set con Stanislas Wawrinka sirviendo en la segunda ronda del Masters de Toronto. Después, se notó algo de mejoría tras ganar en primera ronda del Abierto de Estados Unidos a su compatriota Julien Benneteau tras cinco intensos sets. Sin embargo caería ante el joven español Pablo Carreño en la siguiente ronda.
Tras este partido no vuelve a jugar por el resto de la temporada debido a una lesión en la rodilla, que acusaba desde principio de temporada prácticamente.

### 2015
Reaparece en 2015 en el puesto número 135 de la ATP, y con el objetivo de dejar atrás las lesiones y volver a su mejor nivel.
Cae en primera ronda de la clasificación para el Abierto de Australia ante la promesa Elias Ymer por un claro 0-6 y 4-6. A finales de enero gana un Challenger en su país a Maxime Teixeira y recibe una wild card para el Torneo de Montpellier (cayendo en segunda ronda ante Jerzy Janowicz). Posteriormente, conquista el Challenger de Bérgamo (a Aleksandr Nedovyesov) y el de Quimer (a Gregoire Barrere), además de llegar a la final en el de Cherburgo (cayendo ante Norbert Gombos). Estos resultados le hacen volver al Top 100.
Cae eliminado en segunda ronda de la clasificación para el Masters de Miami ante el colombiano Alejandro Falla. 
Después llega la tierra batida, y vuelve a desplegar su gran tenis. Se clasifica para el Masters de Montecarlo, donde gana en primera ronda del cuadro principal a Denis Kudla, y cayendo tras jugar un gran partido ante Gilles Simon en segunda ronda.
El 31 de agosto comienza el US Open con una victoria ante Kei Nishikori por parciales de 6-4, 3-6, 4-6, 7-6(6) y 6-4.

## Títulos ATP (4; 3+1)

### Individual (3)
| Leyenda                         |
| ------------------------------- |
| Grand Slam Tournaments (0)      |
| ATP World Tour Finals (0)       |
| ATP World Tour Masters 1000 (0) |
| ATP World Tour 500 Series (0)   |
| ATP World Tour 250 Series (3)   |

| N.º | Fecha               | Torneo    | Superficie    | Oponente en la final  | Resultado   |
| --- | ------------------- | --------- | ------------- | --------------------- | ----------- |
| 1.  | 26 de julio de 2015 | Bastad    | Tierra batida | Tommy Robredo         | 7-6(7), 6-3 |
| 2.  | 14 de abril de 2019 | Marrakech | Tierra batida | Pablo Andújar         | 6-2, 6-3    |
| 3.  | 25 de mayo de 2019  | Lyon      | Tierra batida | Félix Auger-Aliassime | 6-4, 6-3    |

#### Finalista (6)
| N.º | Fecha                    | Torneo        | Superficie    | Oponente en la final | Resultado           |
| --- | ------------------------ | ------------- | ------------- | -------------------- | ------------------- |
| 1.  | 6 de mayo de 2012        | Belgrado      | Tierra batida | Andreas Seppi        | 3-6, 2-6            |
| 2.  | 10 de febrero de 2013    | Montpellier   | Dura (i)      | Richard Gasquet      | 2-6, 3-6            |
| 3.  | 11 de octubre de 2015    | Tokio         | Dura          | Stanislas Wawrinka   | 2-6, 4-6            |
| 4.  | 24 de septiembre de 2017 | Metz          | Dura (i)      | Peter Gojowczyk      | 5-7, 2-6            |
| 5.  | 24 de agosto de 2019     | Winston-Salem | Dura          | Hubert Hurkacz       | 3-6, 6-3, 3-6       |
| 6.  | 18 de enero de 2020      | Auckland      | Dura          | Ugo Humbert          | 6-7(2), 6-3, 6-7(5) |

### Dobles (1)
| Leyenda                         |
| ------------------------------- |
| Grand Slam Tournaments (0)      |
| ATP World Tour Finals (0)       |
| ATP World Tour Masters 1000 (0) |
| ATP World Tour 500 Series (0)   |
| ATP World Tour 250 Series (1)   |

| N.º | Fecha              | Torneo  | Superficie | Pareja             | Oponentes en la final         | Resultado |
| --- | ------------------ | ------- | ---------- | ------------------ | ----------------------------- | --------- |
| 1.  | 6 de enero de 2013 | Chennai | Dura       | Stanislas Wawrinka | Andre Begemann Martin Emmrich | 6-2, 6-1  |

#### Finalista (3)
| N.º | Fecha                 | Torneos   | Superficie    | Pareja                 | Oponentes en la final              | Resultado        |
| --- | --------------------- | --------- | ------------- | ---------------------- | ---------------------------------- | ---------------- |
| 1.  | 10 de enero de 2016   | Chennai   | Dura          | Austin Krajicek        | Olivier Marach Fabrice Martin      | 3-6, 5-7         |
| 2.  | 14 de abril de 2018   | Marrakech | Tierra batida | Édouard Roger-Vasselin | Nikola Mektić Alexander Peya       | 5-7, 6-3, [7-10] |
| 3.  | 28 de febrero de 2021 | Córdoba   | Tierra batida | Romain Arneodo         | Rafael Matos Felipe Meligeni Alves | 4-6, 1-6         |

## Títulos ATPChallenger
| Leyenda               | Individuales | Dobles |
| --------------------- | ------------ | ------ |
| ATP Challenger Series | 8            | 0      |

### Individuales (8)
| N.º | Fecha                    | Torneo                             | Superficie    | Oponentes            | Resultado        |
| --- | ------------------------ | ---------------------------------- | ------------- | -------------------- | ---------------- |
| 1.  | 11 de septiembre de 2011 | Challenger de Braşov               | Tierra batida | Maxime Teixeira      | 6-4, 3-0r        |
| 2.  | 20 de noviembre de 2011  | Challenger de Salzburg             | Dura (i)      | Grega Žemlja         | 6-7(6), 6-4, 6-4 |
| 3.  | 31 de marzo de 2013      | Challenger de Le Gosier            | Dura          | Sergui Stajovski     | 6-4, 5-7, 6-4    |
| 4.  | 15 de febrero de 2015    | Challenger de Bergamo              | Dura (i)      | Aleksandr Nedovyesov | 6-3, 7-6(3)      |
| 5.  | 8 de marzo de 2015       | Challenger de Quimper              | Dura (i)      | Grégoire Barrèrre    | 6-4, 3-6, 6-4    |
| 6.  | 15 de noviembre de 2015  | Challenger de Mouilleron-le-Captif | Dura (i)      | Lucas Pouille        | 6-4, 1-6, 7-6(7) |
| 7.  | 12 de marzo de 2023      | Challenger de Puerto Vallarta      | Dura          | Yuta Shimizu         | 3-6, 6-0, 6-2    |
| 8.  | 16 de julio de 2023      | Challenger de San Benedetto        | Tierra batida | Richard Gasquet      | 4-6, 6-1, 6-1    |

#### Finalista (6)
| N.º | Fecha                 | Torneo                            | Superficie        | Oponentes       | Resultado        |
| --- | --------------------- | --------------------------------- | ----------------- | --------------- | ---------------- |
| 1.  | 4 de julio de 2010    | Challenger de Arad                | Tierra batida     | David Guez      | 3-6, 6-1, 3-6    |
| 2.  | 22 de agosto de 2010  | Challenger de San Sebastián       | Tierra batida     | Albert Ramos    | 4-6, 2-6         |
| 3.  | 3 de abril de 2011    | Challenger de Saint-Breuc         | Tierra batida (i) | Maxime Teixeira | 3-6, 0-6         |
| 4.  | 1 de marzo de 2015    | Challenger de Cherbourg-Octeville | Dura (i)          | Norbert Gombos  | 1-6, 6-7(4)      |
| 5.  | 25 de octubre de 2015 | Challenger de Brest               | Dura (i)          | Ivan Dodig      | 5-7, 1-6         |
| 6.  | 9 de abril de 2017    | Challenger de Sophia Antipolis    | Tierra batida     | Aljaž Bedene    | 2-6, 2-6         |
| 7.  | 31 de marzo de 2019   | Challenger de Marbella            | Tierra batida     | Pablo Andújar   | 6-4, 6-7(6), 4-6 |

### Dobles (0)

#### Finalista (2)
| N.º | Fecha                    | Torneo                  | Superficie    | Pareja       | Oponentes en la final                     | Resultado   |
| --- | ------------------------ | ----------------------- | ------------- | ------------ | ----------------------------------------- | ----------- |
| 1.  | 23 de julio de 2011      | Challenger de Orbetello | Tierra batida | Romain Jouan | Julian Knowle Igor Zelenay                | 1-6, 6-7(2) |
| 2.  | 10 de septiembre de 2011 | Challenger de Braşov    | Tierra batida | Dušan Lojda  | Victor-Mugurel Anagnastopol Florin Mergea | 2-6, 3-6    |

## Clasificación en torneos del Grand Slam
| Torneo          | 2008 | 2009 | 2010 | 2011 | 2012 | 2013 | 2014 | 2015 | 2016 | 2017 | 2018 | 2019 | 2020 | 2021 | G-P   | Títulos |
| --------------- | ---- | ---- | ---- | ---- | ---- | ---- | ---- | ---- | ---- | ---- | ---- | ---- | ---- | ---- | ----- | ------- |
| Australian Open | -    | -    | -    | 2R   | 1R   | 1R   | 3R   | Q1   | 1R   | 3R   | 1R   | 1R   | 2R   | 1R   | 6-10  | 0       |
| Roland Garros   | Q1   | Q3   | 1R   | 1R   | 2R   | 3R   | 2R   | 3R   | 2R   | 1R   | 2R   | 4R   | 2R   | 1R   | 12-12 | 0       |
| Wimbledon       | -    | -    | Q1   | 1R   | 3R   | 3R   | 1R   | 2R   | 2R   | 4R   | 3R   | 4R   | ND   |      | 14-9  | 0       |
| US Open         | -    | -    | 2R   | Q1   | 2R   | 1R   | 2R   | 4R   | 2R   | 2R   | 2R   | 2R   | A    |      | 10-9  | 0       |
| Total           | 0-0  | 0-0  | 1-2  | 1-3  | 4-4  | 4-4  | 4-4  | 6-3  | 3-4  | 6-4  | 4-4  | 7-4  | 0-2  |      | 40-38 | 0       |

## Clasificación en torneos Masters Series / ATP Masters 1000
| Torneo | 2008 | 2009 | 2010 | 2011 | 2012 | 2013 | 2014 | 2015 | 2016 | 2017 | 2018 | 2019 | G-P   | Títulos |
| --- | ---- | ---- | ---- | ---- | ---- | ---- | ---- | ---- | ---- | ---- | ---- | ---- | ----- | ------- |
| Indian Wells                                                                                               | A    | A    | A    | A    | 1R   | 3R   | A    | A    | 2R   | 1R   | 1R   | 1R   | 2-6   | 0       |
| Miami | A    | A    | A    | A    | Q2   | 1R   | A    | Q2   | 3R   | 3R   | 3R   | 1R   | 5-5   | 0       |
| Montecarlo                                                                                                 | A    | A    | A    | Q1   | A    | 2R   | 1R   | 2R   | 3R   | 1R   | 1R   | A    | 4-6   | 0       |
| Madrid | A    | A    | A    | A    | A    | 2R   | 1R   | A    | 1R   | 3R   | 2R   | A    | 4-5   | 0       |
| Roma | A    | A    | A    | A    | A    | SF   | A    | Q2   | 2R   | 2R   | 3R   | 1R   | 8-5   | 0       |
| Canadá | A    | A    | A    | A    | A    | 3R   | 2R   | A    | 1R   | 2R   | 2R   | 1R   | 5-6   | 0       |
| Cincinnati                                                                                                 | A    | A    | A    | A    | A    | 1R   | 1R   | 2R   | 1R   | 1R   | 2R   | 2R   | 3-7   | 0       |
| Shanghái                                                                                                   | NMS  | A    | A    | A    | 2R   | 2R   | A    | A    | 2R   | 1R   | 2R   | 2R   | 5-6   | 0       |
| París | A    | A    | Q1   | Q2   | 2R   | 1R   | A    | 2R   | 1R   | 1R   | 1R   | 2R   | 3-7   | 0       |
| Total | 0-0  | 0-0  | 0-0  | 0-0  | 2-3  | 11-9 | 1-4  | 3-3  | 5-9  | 6-9  | 8-8  | 3-7  | 38-53 | 0       |
| Leyenda: G:Torneo ganado; F:Finalista; SF:Semifinalista; CF:Cuartos de final; 1R: 1.ª ronda; 2R: 2.ª ronda |      |      |      |      |      |      |      |      |      |      |      |      |       |         |